# 노르망디가

노르망디 공국의 문장

노르망디가(House of Normandy)는 노르망디 공작 및 잉글랜드 국왕 작위를 가진 중세 귀족 가문이다. 1066년 노르만 정복 때부터 플랜태저넷 가가 권력을 얻은 1154년까지의 잉글랜드 역사를 노르만 왕조(Norman dynasty) 시기라고 한다. 역대 가주는 다음과 같다.
노르망디 공작
- 공구 흐롤프 911년–927년
- 빌햘므 랑가스표트(기욤 1세) 927년–942년
- 리샤르 상푀르 942년–996년
- 리샤르 르 봉 996년–1027년
- 리샤르 3세 1027년
- 로베르 르 마니피크 1027년–1035년
- 정복왕 윌리엄(기욤 2세) 1035년–1066년 (잉글랜드 왕위 획득)

노르망디 공작 겸 잉글랜드 국왕
- 정복왕 윌리엄 1066년–1087년 - 잉글랜드 왕으로서는 윌리엄 1세, 노르망디 공작으로서는 기욤 2세
  - 잉글랜드 국왕 윌리엄 2세 1087년–1100년 - 노르망디 공작은 아님
  - 노르망디 공작 로베르 2세 1087년–1106년 - 잉글랜드 국왕은 아님
- 헨리 1세 영국 왕위 1100년–1135년; 노르망디 공작위 1106년–1135년
  - 노르망디 공작 기욤 3세 1120년 - 잉글랜드 국왕은 아님
- 마틸다 1세 1135년–1153년
- 스티븐 1세 1135년–1154년 - 정복왕 윌리엄의 친손자가 아니라 외손자로서 노르망디가 단절되고 블루아 가 계승

## 노르만 왕조의 시작

### 왕위 논쟁
1066년 참회왕 에드워드가 사망하자 위탄회의(Witangemot)는 즉각 해럴드 2세를 잉글랜드의 왕으로 선출하였다. 새로운 왕 해럴드는 참회왕 에드워드의 처남이었는데 노르망디공 윌리엄(William,Gulliame)은 에드워드가 생전에 자신에게 잉글랜드의 왕 자리를 약속했으며, 해럴드 또한 자신의 가신이 되기를 서약하였다고 주장하였다. 하지만 당시 웨섹스의 잉글랜드는 위탄 회의에서 왕을 선출하는 구조였기에 해럴드의 왕위계승은 적법한 것이었으며, 해럴드가 윌리엄의 가신이 되기로 서약하였다는 것은 포로로 잡힌 상태에서 자유를 되찾기 위해 억지로 한 것이었으므로 무효였다. 게다가 윌리엄은 에드워드와 같은 대고모를 두고있을 뿐 잉글랜드 왕실과 직접적인 혈연관계를 갖고 있지 않았으므로 잉글랜드인들의 지지는 해럴드에게 돌아갔다. 하지만 윌리엄은 결코 잉글랜드 왕관을 포기할 생각이 없었다. 윌리엄은 교황 알렉산데르 2세에게 사절을 파견하여 해럴드의 왕위계승이 부적절함을 탄원하였다. 당시 잉글랜드 교회는 지리적 위치로 말미암아 로마의 영향력으로부터 벗어나 있었고 왕에 의해 강력하게 통제되고 있었다. 잉글랜드 교회의 이러한 상황은 로마의 권위아래 통일된 법률과 관행을 통용시키려는 교황에게는 좋지않은 징조였다. 교황 알렉산데르 2세는 잉글랜드 교회에 대한 자신의 야망을 달성하기 위해 즉각 윌리엄을 지지하였다. 이에 고무된 윌리엄은 즉각 봉신(vassal)들을 소집하였다. 하지만 몇몇 봉신을 제외하고는 모두 잉글랜드 원정을 거부하였다. 이에 윌리암은 플랑드르(Flander), 브르타뉴(Brittany), 멘(Maine), 앙주(Anjou), 푸아투(Poitou) 등지에 원정군을 모집하는 초청장을 뿌리며 부와 명예를 약속했다. 이에 호응하여 8천에 달하는 병사들이 자원하여 원정군을 편성할 수 있었다.

### 전쟁
윌리엄이 침략준비를 하고 있을 때 잉글랜드의 상황은 그리 좋지 않았다. 해럴드의 동생 토스티그(Tostig)가 노르웨이의 왕 하랄드(Harald)의 지원을 받아 왕위를 탈취하기 위해 잉글랜드 북부로 침입하였다. 이에 해럴드는 노르망디공 윌리엄의 침입에 대비하여 소집해 놓은 군대를 북쪽으로 이동시킬 수밖에 없었다. 신속하게 북쪽으로 군대를 이동시킨 해럴드는 요크셔의 스템포드 브리지(Stamford Bridge) 부근에서 토스티그의 침략군을 포착할 수 있었다. 치열한 전투 끝에 토스티그를 격멸한 해럴드는 쉴 틈도 없이 윌리엄의 상륙을 방어하기 위해 급히 남쪽으로 병력을 이동시켰다.
토스티그의 침입은 해럴드에게는 불운이었지만 윌리엄에게는 행운이었다. 그는 해럴드가 토스티그와 싸워 승리를 거둔 3일 후, 정확히 1066년 9월 28일 오전 9시경 아무런 저항도 받지 않고 잉글랜드의 남쪽 해안에 성공적으로 상륙하였다. 윌리엄은 자신의 군대를 헤이스팅즈로 진군시켜 그곳에 목책을 설치하고 진지를 구축하였다. 1066년 10월 14일 토스티그와의 전투로 손실된 군사를 웨섹스와 동 앙글리아에서 마구잡이로 징발하여 보충한 해럴드는 헤이스팅즈(Hastings) 부근에서 11km 떨어진 지점에 진을 치고 윌리엄의 군대와 대치하게 되었다. 해럴드의 군대는 마구잡이로 모집한 병사들과 자신의 추종자 및 정규군으로 편성된 부대였지만 윌리엄이 쉽게 격파할 수 없었다.
해럴드의 완강한 저항에 직면한 윌리엄은 거짓 후퇴작전을 사용하여 전술적 경험이 없는 해럴드의 민병대를 일차적으로 포위 섬멸하였다. 하지만 해럴드의 추종자와 정규군은 완강하게 저항하고 있었다. 저녁 무렵 해럴드가 부상을 당해 쓰러지자 완강하게 저항하던 병사들 사이에 틈이 보이기 시작하였다. 윌리엄은 이를 놓치지 않고 정규군의 분열된 틈으로 자신이 아끼던 중무장기병을 투입시켜 일거에 색슨족의 보병부대를 괴멸시켰다. 이 전투에서 해럴드는 그의 부하들과 함께 전사하였고 승리자인 윌리암은 잉글랜드의 왕이 되었다.

### 대관식
1066년 크리스마스에 정복 왕 윌리엄은 웨스터민스터 수도원에서 왕으로 추대되었다. 극적인 순간에 수도원 안에 있던 귀족들과 병사들은 불어와 영어로 기쁨의 함성을 내질렀다. 왕위 추대 함성은 수도원 밖에서 경비를 맡고 있던 노르만 병사들에게 무엇인가 잘못된 징조로 들렸다. 겁에 질린 이들은 대관식이 잘못되어가고 있다는 심증을 가지고 이웃에 있는 건물에 불을 질러대기 시작하였다. 순식간에 불길이 번지자 대관식이 이루어지고 있던 수도원은 대혼란에 빠지고 말았다. 모두가 우왕좌왕하는 가운데 그나마 침착성을 잃지 않고 있는 사람은 주교와 몇몇 성직자와 축성을 받기 위해 제단 앞에 꿇어앉아 있던 윌리엄뿐이었다. 사실 윌리엄도 무서워 떨고 있었지만 왕의 축성을 포기할 정도로 이성을 잃고 있지는 않았다. 이러한 해프닝은 헤이스팅즈에서의 완벽한 승리에도 불구하고 잉글랜드에서 윌리엄의 위치가 아직은 불안하다는 것을 의미하는 것이었다. 윌리엄이 진정한 잉글랜드의 왕으로 정복을 완성하기까지는 앞으로 5년의 세월이 더 필요하였다.

## 정복왕 윌리엄의 통치

### 봉건제
교회의 축성으로 정통적인 권위를 획득한 윌리엄은 제일 먼저 웨일스와 스코틀랜드 지역과 인접한 지역을 자신에게 충실했던 대제후의 봉토로 몽땅 하사하였다. 이는 보상의 뜻 이외에도 켈트족의 소요에 의해 불안한 국경 지역을 완충지대로 삼고자 하는 목적도 있었다. 윌리엄은 대 제후들이 봉토로 하사받은 영지를 그들의 봉신(subvassal)들에게 재분봉할 수 있게 조치함으로써 각각의 기사가 하나의 봉토를 안정적으로 보유할 수 있게 하여 봉건제의 기초를 다져놓았다. 당시 잉글랜드 지역의 인구는 확실치는 않지만 대략 1-2백만 명이었던 것으로 추측하고 있다. 그리고 이들을 다스리는 노르만인들은 대략 1만 명이 못되었으므로 숫 적으로 대단히 불리하였다.
윌리엄은 이런 숫적인 불리함을 잘 알고 있었기에 자신이 노르망디 출신의 이방인임에도 불구하고 참회왕 에드워드의 정당한 계승자라고 선포하였다. 윌리엄은 이를 증명하기 위해 잉글랜드의 옛 관습과 앵글로-색슨의 법을 유지하고 존중하겠다는 점을 분명히 했다. 이 결과 인민법정은 계속 관습법을 시행하였지만 사법권은 대륙의 관습에 따라 성속聖俗으로 분리하였다. 이로 인해 주교는 더 이상 주장관과 함께 세속의 법정에 배석하지 않게 되었고 자신의 종교법정을 갖게 되었다.
사법권을 정리한 윌리암은 정치를 담당한 지배계층에서 잉글랜드 인을 축출하는 작업을 시행하였다. 숙청작업은 너무나 철저하게 진행되어 1086년 작성된 둠즈데이 북(Domeseday Book)을 보면 정복 후 20여년에 걸쳐 일어난 변화를 한눈에 살펴볼 수 있다. 이 당시 앵글로-색슨 계통의 잉글랜드 귀족 가운데 영향력을 발휘할 수 있는 귀족은 단 2명에 불과했고 윌리암으로부터 토지를 수여받은 대 제후 200여명이 잉글랜드의 모든 땅을 소유하고 다스렸다. 이들 대 제후 200여명은 대부분 노르만인으로서 정복 왕과 함께 노르망디에서 잉글랜드로 건너온 사람들이었다. 지도층을 정비한 윌리암은 1070년경부터 교회의 주교와 수도원장을 노르만인으로 교체하기 시작하였다. 이 이후 잉글랜드에서는 앵글로-색슨인을 주교나 수도원장에 임명하지 않음으로써 인민들에게 막대한 영향력을 행사하는 교회와 수도회마저도 장악하게 되었다.
이와 함께 윌리암은 노르망디의 봉건관행을 잉글랜드에 도입함으로써 조정(朝廷, curia)이 위탄회의를 대체하였다. 그리고 유력한 노르만 제후들에게 각자의 신민에 대한 경찰재판권(sac and soc)이 부여되었고 대 제후에게는 교수대를 가질 수 있는 권리도 주었다. 그리고 1086년 윌리암은 대 제후들에게 분봉받은 봉신(subvassal)들을 소집하여 직속주군에 대한 충성보다 왕인 자신에 대한 충성이 우선하는 충성서약을 하게 함으로써 잉글랜드는 11세기의 혼란스런 유럽대륙에 비해 평화스럽고 질서 잡힌 왕국이 될 수 있었다.

### 안정
윌리엄과 그의 제후들은 잉글랜드정복이란 거창한 사업의 동업자였다. 그들은 이러한 관계를 바탕으로 잉글랜드의 지배권을 공고히 하는데 협력하였다. 윌리암은 잉글랜드를 정복한 뒤에도 색슨족의 반란이나 데인족의 침략을 몹시 경계하였다. 이러한 외부로부터의 위협은 윌리암이 귀족들을 함부로 대할 수 없게 만드는 요인이었다. 하지만 윌리암의 우려와는 달리 색슨족의 반란이나 데인족의 침입은 더 이상 발생하지 않았다. 잉글랜드는 오랜만에 평화스런 시기를 맞이하였다.
이러한 평화가 지속되자 윌리암과 제후들 사이에 유지되었던 일체감이 사라지고 긴장상태가 형성되기 시작했다. 윌리암은 앵글로-색슨 왕들이 누렸던 권력을 그대로 유지하려고 한 반면에 잉글랜드의 제후들은 노르망디의 제후들이 누리고 있는 만큼의 독립을 원하였다. 제후들은 왕권을 잠식하려 애썼고 윌리암은 왕의 대리인인 주장관의 세력이 제후들을 견제할 수 있기를 바랐다. 하지만 한가지 분명한 점은 왕권을 제한하려 한 제후들도 윌리암이 살아있는 동안에는 왕에게 저항하지 못했다는 것이다.

## 가계도
|                                           |                                           |                                           |                                           | 공구 흐롤프 노르망디 백작 911년–927년                  |                                                       |                                                       |                                                       | | | | | | |                          |                          | |                                                                              |                                                                              |                                                                              |                                                                              |                                                                              |                                               |                                               |                                               |                                               |        |        |        |        |                                                            |                                                            |                                                            |                                                            |                                                            |                                                            |                         |                         |                         |                         |                         |                         |
|                                           |                                           |                                           |                                           |                                                        |                                                       |                                                       |                                                       | | | | | | |                          |                          | |                                                                              |                                                                              |                                                                              |                                                                              |                                                                              |                                               |                                               |                                               |                                               |        |        |        |        |                                                            |                                                            |                                                            |                                                            |                                                            |                                                            |                         |                         |                         |                         |                         |                         |
|                                           |                                           |                                           |                                           | 빌햘므 랑가스표트 (기욤 1세) 노르망디 백작 927년–942년 |                                                       |                                                       |                                                       | | | | | | |                          |                          | |                                                                              |                                                                              |                                                                              |                                                                              |                                                                              |                                               |                                               |                                               |                                               |        |        |        |        |                                                            |                                                            |                                                            |                                                            |                                                            |                                                            |                         |                         |                         |                         |                         |                         |
|                                           |                                           |                                           |                                           |                                                        |                                                       |                                                       |                                                       | | | | | | |                          |                          | |                                                                              |                                                                              |                                                                              |                                                                              |                                                                              |                                               |                                               |                                               |                                               |        |        |        |        |                                                            |                                                            |                                                            |                                                            |                                                            |                                                            |                         |                         |                         |                         |                         |                         |
|                                           |                                           |                                           |                                           | 리샤르 상스푀르 (리샤르 1세) 노르망디 백작 942년–996년 |                                                       |                                                       |                                                       | | | | | | |                          |                          | |                                                                              |                                                                              |                                                                              |                                                                              |                                                                              |                                               |                                               |                                               |                                               |        |        |        |        |                                                            |                                                            |                                                            |                                                            |                                                            |                                                            |                         |                         |                         |                         |                         |                         |
|                                           |                                           |                                           |                                           |                                                        |                                                       |                                                       |                                                       | | | | | | |                          |                          | |                                                                              |                                                                              |                                                                              |                                                                              |                                                                              |                                               |                                               |                                               |                                               |        |        |        |        |                                                            |                                                            |                                                            |                                                            |                                                            |                                                            |                         |                         |                         |                         |                         |                         |
|                                           |                                           |                                           |                                           | 리샤르 르 봉 (리샤르 2세) 노르망디 공작 996년–1027년   |                                                       |                                                       |                                                       | | | | | | |                          |                          | |                                                                              |                                                                              |                                                                              |                                                                              |                                                                              |                                               |                                               |                                               |                                               |        |        |        |        |                                                            |                                                            |                                                            |                                                            |                                                            |                                                            |                         |                         |                         |                         |                         |                         |
|                                           |                                           |                                           |                                           |                                                        |                                                       |                                                       |                                                       | | | | | | |                          |                          | |                                                                              |                                                                              |                                                                              |                                                                              |                                                                              |                                               |                                               |                                               |                                               |        |        |        |        |                                                            |                                                            |                                                            |                                                            |                                                            |                                                            |                         |                         |                         |                         |                         |                         |
|                                           |                                           |                                           |                                           |                                                        |                                                       |                                                       |                                                       | | | | | | |                          |                          | |                                                                              |                                                                              |                                                                              |                                                                              |                                                                              |                                               |                                               |                                               |                                               |        |        |        |        |                                                            |                                                            |                                                            |                                                            |                                                            |                                                            |                         |                         |                         |                         |                         |                         |
| 리샤르 3세 노르망디 공작 1027년           | 리샤르 3세 노르망디 공작 1027년           | 리샤르 3세 노르망디 공작 1027년           | 리샤르 3세 노르망디 공작 1027년           | 리샤르 3세 노르망디 공작 1027년                        | 리샤르 3세 노르망디 공작 1027년                       |                                                       |                                                       | 로베르 르 마뉴피크 (로베르 1세) 노르망디 공작 1027년–35년                                                                   | 로베르 르 마뉴피크 (로베르 1세) 노르망디 공작 1027년–35년                                                                   | 로베르 르 마뉴피크 (로베르 1세) 노르망디 공작 1027년–35년                                                                   | 로베르 르 마뉴피크 (로베르 1세) 노르망디 공작 1027년–35년                                                                   | 로베르 르 마뉴피크 (로베르 1세) 노르망디 공작 1027년–35년                                                                   | 로베르 르 마뉴피크 (로베르 1세) 노르망디 공작 1027년–35년                                                                   |                          |                          | |                                                                              |                                                                              |                                                                              |                                                                              |                                                                              |                                               |                                               |                                               |                                               |        |        |        |        |                                                            |                                                            |                                                            |                                                            |                                                            |                                                            |                         |                         |                         |                         |                         |                         |
| 리샤르 3세 노르망디 공작 1027년           | 리샤르 3세 노르망디 공작 1027년           | 리샤르 3세 노르망디 공작 1027년           | 리샤르 3세 노르망디 공작 1027년           | 리샤르 3세 노르망디 공작 1027년                        | 리샤르 3세 노르망디 공작 1027년                       |                                                       |                                                       | 로베르 르 마뉴피크 (로베르 1세) 노르망디 공작 1027년–35년                                                                   | 로베르 르 마뉴피크 (로베르 1세) 노르망디 공작 1027년–35년                                                                   | 로베르 르 마뉴피크 (로베르 1세) 노르망디 공작 1027년–35년                                                                   | 로베르 르 마뉴피크 (로베르 1세) 노르망디 공작 1027년–35년                                                                   | 로베르 르 마뉴피크 (로베르 1세) 노르망디 공작 1027년–35년                                                                   | 로베르 르 마뉴피크 (로베르 1세) 노르망디 공작 1027년–35년                                                                   |                          |                          | |                                                                              |                                                                              |                                                                              |                                                                              |                                                                              |                                               |                                               |                                               |                                               |        |        |        |        |                                                            |                                                            |                                                            |                                                            |                                                            |                                                            |                         |                         |                         |                         |                         |                         |
|                                           |                                           |                                           |                                           |                                                        |                                                       |                                                       |                                                       | 정복왕 윌리엄 (잉글랜드의 윌리엄 1세) (노르망디의 기욤 2세) 노르망디 공작 1035년–87년 잉글랜드 국왕 1066년–87년             | | | | | |                          |                          | |                                                                              |                                                                              |                                                                              |                                                                              |                                                                              |                                               |                                               |                                               |                                               |        |        |        |        |                                                            |                                                            |                                                            |                                                            |                                                            |                                                            |                         |                         |                         |                         |                         |                         |
|                                           |                                           |                                           |                                           |                                                        |                                                       |                                                       |                                                       | | | | | | |                          |                          | |                                                                              |                                                                              |                                                                              |                                                                              |                                                                              |                                               |                                               |                                               |                                               |        |        |        |        |                                                            |                                                            |                                                            |                                                            |                                                            |                                                            |                         |                         |                         |                         |                         |                         |
|                                           |                                           |                                           |                                           |                                                        |                                                       |                                                       |                                                       | | | | | | |                          |                          | |                                                                              |                                                                              |                                                                              |                                                                              |                                                                              |                                               |                                               |                                               |                                               |        |        |        |        |                                                            |                                                            |                                                            |                                                            |                                                            |                                                            |                         |                         |                         |                         |                         |                         |
| 로베르 2세 노르망디 공작 1087년–1106년    | 로베르 2세 노르망디 공작 1087년–1106년    | 로베르 2세 노르망디 공작 1087년–1106년    | 로베르 2세 노르망디 공작 1087년–1106년    | 로베르 2세 노르망디 공작 1087년–1106년                 | 로베르 2세 노르망디 공작 1087년–1106년                |                                                       |                                                       | 윌리엄 루퍼스 (윌리엄 2세) 잉글랜드 국왕 1087년–1100년 노르망디 섭정 1096년–1100년                                          | 윌리엄 루퍼스 (윌리엄 2세) 잉글랜드 국왕 1087년–1100년 노르망디 섭정 1096년–1100년                                          | 윌리엄 루퍼스 (윌리엄 2세) 잉글랜드 국왕 1087년–1100년 노르망디 섭정 1096년–1100년                                          | 윌리엄 루퍼스 (윌리엄 2세) 잉글랜드 국왕 1087년–1100년 노르망디 섭정 1096년–1100년                                          | 윌리엄 루퍼스 (윌리엄 2세) 잉글랜드 국왕 1087년–1100년 노르망디 섭정 1096년–1100년                                          | 윌리엄 루퍼스 (윌리엄 2세) 잉글랜드 국왕 1087년–1100년 노르망디 섭정 1096년–1100년                                          |                          |                          | 헨리 뷰클레륵 (헨리 1세) 잉글랜드 국왕 1100년–35년 노르망디 공작 1106년–35년                       | 헨리 뷰클레륵 (헨리 1세) 잉글랜드 국왕 1100년–35년 노르망디 공작 1106년–35년 | 헨리 뷰클레륵 (헨리 1세) 잉글랜드 국왕 1100년–35년 노르망디 공작 1106년–35년 | 헨리 뷰클레륵 (헨리 1세) 잉글랜드 국왕 1100년–35년 노르망디 공작 1106년–35년 | 헨리 뷰클레륵 (헨리 1세) 잉글랜드 국왕 1100년–35년 노르망디 공작 1106년–35년 | 헨리 뷰클레륵 (헨리 1세) 잉글랜드 국왕 1100년–35년 노르망디 공작 1106년–35년 |                                               |                                               | 아델라                                        | 아델라                                        | 아델라 | 아델라 | 아델라 | 아델라 |                                                            |                                                            |                                                            |                                                            |                                                            |                                                            | 에티엔 앙리 블루아 백작 | 에티엔 앙리 블루아 백작 | 에티엔 앙리 블루아 백작 | 에티엔 앙리 블루아 백작 | 에티엔 앙리 블루아 백작 | 에티엔 앙리 블루아 백작 |
| 로베르 2세 노르망디 공작 1087년–1106년    | 로베르 2세 노르망디 공작 1087년–1106년    | 로베르 2세 노르망디 공작 1087년–1106년    | 로베르 2세 노르망디 공작 1087년–1106년    | 로베르 2세 노르망디 공작 1087년–1106년                 | 로베르 2세 노르망디 공작 1087년–1106년                |                                                       |                                                       | 윌리엄 루퍼스 (윌리엄 2세) 잉글랜드 국왕 1087년–1100년 노르망디 섭정 1096년–1100년                                          | 윌리엄 루퍼스 (윌리엄 2세) 잉글랜드 국왕 1087년–1100년 노르망디 섭정 1096년–1100년                                          | 윌리엄 루퍼스 (윌리엄 2세) 잉글랜드 국왕 1087년–1100년 노르망디 섭정 1096년–1100년                                          | 윌리엄 루퍼스 (윌리엄 2세) 잉글랜드 국왕 1087년–1100년 노르망디 섭정 1096년–1100년                                          | 윌리엄 루퍼스 (윌리엄 2세) 잉글랜드 국왕 1087년–1100년 노르망디 섭정 1096년–1100년                                          | 윌리엄 루퍼스 (윌리엄 2세) 잉글랜드 국왕 1087년–1100년 노르망디 섭정 1096년–1100년                                          |                          |                          | 헨리 뷰클레륵 (헨리 1세) 잉글랜드 국왕 1100년–35년 노르망디 공작 1106년–35년                       | 헨리 뷰클레륵 (헨리 1세) 잉글랜드 국왕 1100년–35년 노르망디 공작 1106년–35년 | 헨리 뷰클레륵 (헨리 1세) 잉글랜드 국왕 1100년–35년 노르망디 공작 1106년–35년 | 헨리 뷰클레륵 (헨리 1세) 잉글랜드 국왕 1100년–35년 노르망디 공작 1106년–35년 | 헨리 뷰클레륵 (헨리 1세) 잉글랜드 국왕 1100년–35년 노르망디 공작 1106년–35년 | 헨리 뷰클레륵 (헨리 1세) 잉글랜드 국왕 1100년–35년 노르망디 공작 1106년–35년 |                                               |                                               | 아델라                                        | 아델라                                        | 아델라 | 아델라 | 아델라 | 아델라 |                                                            |                                                            |                                                            |                                                            |                                                            |                                                            | 에티엔 앙리 블루아 백작 | 에티엔 앙리 블루아 백작 | 에티엔 앙리 블루아 백작 | 에티엔 앙리 블루아 백작 | 에티엔 앙리 블루아 백작 | 에티엔 앙리 블루아 백작 |
|                                           |                                           |                                           |                                           |                                                        |                                                       |                                                       |                                                       | | | | | | |                          |                          | |                                                                              |                                                                              |                                                                              |                                                                              |                                                                              |                                               |                                               |                                               |                                               |        |        |        |        |                                                            |                                                            |                                                            |                                                            |                                                            |                                                            |                         |                         |                         |                         |                         |                         |
| 윌리엄 클리토 플랑드르 백작 노르망디 섭정 | 윌리엄 클리토 플랑드르 백작 노르망디 섭정 | 윌리엄 클리토 플랑드르 백작 노르망디 섭정 | 윌리엄 클리토 플랑드르 백작 노르망디 섭정 | 윌리엄 클리토 플랑드르 백작 노르망디 섭정              | 윌리엄 클리토 플랑드르 백작 노르망디 섭정             |                                                       |                                                       | | | | | | |                          |                          | |                                                                              |                                                                              |                                                                              |                                                                              |                                                                              |                                               |                                               |                                               |                                               |        |        |        |        | 스티븐 잉글랜드 국왕 1135년–54년 노르망디 공작 1135년–44년 | 스티븐 잉글랜드 국왕 1135년–54년 노르망디 공작 1135년–44년 | 스티븐 잉글랜드 국왕 1135년–54년 노르망디 공작 1135년–44년 | 스티븐 잉글랜드 국왕 1135년–54년 노르망디 공작 1135년–44년 | 스티븐 잉글랜드 국왕 1135년–54년 노르망디 공작 1135년–44년 | 스티븐 잉글랜드 국왕 1135년–54년 노르망디 공작 1135년–44년 |                         |                         |                         |                         |                         |                         |
| 윌리엄 클리토 플랑드르 백작 노르망디 섭정 | 윌리엄 클리토 플랑드르 백작 노르망디 섭정 | 윌리엄 클리토 플랑드르 백작 노르망디 섭정 | 윌리엄 클리토 플랑드르 백작 노르망디 섭정 | 윌리엄 클리토 플랑드르 백작 노르망디 섭정              | 윌리엄 클리토 플랑드르 백작 노르망디 섭정             |                                                       |                                                       | | | | | | |                          |                          | |                                                                              |                                                                              |                                                                              |                                                                              |                                                                              |                                               |                                               |                                               |                                               |        |        |        |        | 스티븐 잉글랜드 국왕 1135년–54년 노르망디 공작 1135년–44년 | 스티븐 잉글랜드 국왕 1135년–54년 노르망디 공작 1135년–44년 | 스티븐 잉글랜드 국왕 1135년–54년 노르망디 공작 1135년–44년 | 스티븐 잉글랜드 국왕 1135년–54년 노르망디 공작 1135년–44년 | 스티븐 잉글랜드 국왕 1135년–54년 노르망디 공작 1135년–44년 | 스티븐 잉글랜드 국왕 1135년–54년 노르망디 공작 1135년–44년 |                         |                         |                         |                         |                         |                         |
|                                           |                                           |                                           |                                           |                                                        |                                                       |                                                       |                                                       | | | | | | |                          |                          | |                                                                              |                                                                              |                                                                              |                                                                              |                                                                              |                                               |                                               |                                               |                                               |        |        |        |        |                                                            |                                                            |                                                            |                                                            |                                                            |                                                            |                         |                         |                         |                         |                         |                         |
|                                           |                                           |                                           |                                           | 앙주 백작 제프리 플랜태저넷 노르망디 공작 1144년–50년  | 앙주 백작 제프리 플랜태저넷 노르망디 공작 1144년–50년 | 앙주 백작 제프리 플랜태저넷 노르망디 공작 1144년–50년 | 앙주 백작 제프리 플랜태저넷 노르망디 공작 1144년–50년 | 앙주 백작 제프리 플랜태저넷 노르망디 공작 1144년–50년                                                                       | 앙주 백작 제프리 플랜태저넷 노르망디 공작 1144년–50년                                                                       | | | 마틸다 1세 잉글랜드 왕녀 | 마틸다 1세 잉글랜드 왕녀 | 마틸다 1세 잉글랜드 왕녀 | 마틸다 1세 잉글랜드 왕녀 | 마틸다 1세 잉글랜드 왕녀                                                                           | 마틸다 1세 잉글랜드 왕녀                                                     |                                                                              |                                                                              | 윌리엄 애셀링 윌리엄 3세 노르망디 공작 1120년                                | 윌리엄 애셀링 윌리엄 3세 노르망디 공작 1120년                                | 윌리엄 애셀링 윌리엄 3세 노르망디 공작 1120년 | 윌리엄 애셀링 윌리엄 3세 노르망디 공작 1120년 | 윌리엄 애셀링 윌리엄 3세 노르망디 공작 1120년 | 윌리엄 애셀링 윌리엄 3세 노르망디 공작 1120년 |        |        |        |        |                                                            |                                                            |                                                            |                                                            |                                                            |                                                            |                         |                         |                         |                         |                         |                         |
|                                           |                                           |                                           |                                           | 앙주 백작 제프리 플랜태저넷 노르망디 공작 1144년–50년  | 앙주 백작 제프리 플랜태저넷 노르망디 공작 1144년–50년 | 앙주 백작 제프리 플랜태저넷 노르망디 공작 1144년–50년 | 앙주 백작 제프리 플랜태저넷 노르망디 공작 1144년–50년 | 앙주 백작 제프리 플랜태저넷 노르망디 공작 1144년–50년                                                                       | 앙주 백작 제프리 플랜태저넷 노르망디 공작 1144년–50년                                                                       | | | 마틸다 1세 잉글랜드 왕녀 | 마틸다 1세 잉글랜드 왕녀 | 마틸다 1세 잉글랜드 왕녀 | 마틸다 1세 잉글랜드 왕녀 | 마틸다 1세 잉글랜드 왕녀                                                                           | 마틸다 1세 잉글랜드 왕녀                                                     |                                                                              |                                                                              | 윌리엄 애셀링 윌리엄 3세 노르망디 공작 1120년                                | 윌리엄 애셀링 윌리엄 3세 노르망디 공작 1120년                                | 윌리엄 애셀링 윌리엄 3세 노르망디 공작 1120년 | 윌리엄 애셀링 윌리엄 3세 노르망디 공작 1120년 | 윌리엄 애셀링 윌리엄 3세 노르망디 공작 1120년 | 윌리엄 애셀링 윌리엄 3세 노르망디 공작 1120년 |        |        |        |        |                                                            |                                                            |                                                            |                                                            |                                                            |                                                            |                         |                         |                         |                         |                         |                         |
|                                           |                                           |                                           |                                           |                                                        |                                                       |                                                       |                                                       | | | | | | |                          |                          | |                                                                              |                                                                              |                                                                              |                                                                              |                                                                              |                                               |                                               |                                               |                                               |        |        |        |        |                                                            |                                                            |                                                            |                                                            |                                                            |                                                            |                         |                         |                         |                         |                         |                         |
|                                           |                                           |                                           |                                           |                                                        |                                                       |                                                       |                                                       | 헨리 2세 노르망디 공작 1150년–89년 잉글랜드 국왕 1154년–89년 아일랜드 영주 1171년–89년                                      | | | | | |                          |                          | |                                                                              |                                                                              |                                                                              |                                                                              |                                                                              |                                               |                                               |                                               |                                               |        |        |        |        |                                                            |                                                            |                                                            |                                                            |                                                            |                                                            |                         |                         |                         |                         |                         |                         |
|                                           |                                           |                                           |                                           |                                                        |                                                       |                                                       |                                                       | | | | | | |                          |                          | |                                                                              |                                                                              |                                                                              |                                                                              |                                                                              |                                               |                                               |                                               |                                               |        |        |        |        |                                                            |                                                            |                                                            |                                                            |                                                            |                                                            |                         |                         |                         |                         |                         |                         |
|                                           |                                           |                                           |                                           |                                                        |                                                       |                                                       |                                                       | | | | | | |                          |                          | |                                                                              |                                                                              |                                                                              |                                                                              |                                                                              |                                               |                                               |                                               |                                               |        |        |        |        |                                                            |                                                            |                                                            |                                                            |                                                            |                                                            |                         |                         |                         |                         |                         |                         |
| 청년왕 헨리 노르망디 공작 1170년–83년     | 청년왕 헨리 노르망디 공작 1170년–83년     | 청년왕 헨리 노르망디 공작 1170년–83년     | 청년왕 헨리 노르망디 공작 1170년–83년     | 청년왕 헨리 노르망디 공작 1170년–83년                  | 청년왕 헨리 노르망디 공작 1170년–83년                 |                                                       |                                                       | 사자심왕 리처드 (노르망디의 리샤르 4세) (잉글랜드의 리처드 1세) 노르망디 공작 겸 잉글랜드 국왕 겸 아일랜드 영주 1189년–99년 | 사자심왕 리처드 (노르망디의 리샤르 4세) (잉글랜드의 리처드 1세) 노르망디 공작 겸 잉글랜드 국왕 겸 아일랜드 영주 1189년–99년 | 사자심왕 리처드 (노르망디의 리샤르 4세) (잉글랜드의 리처드 1세) 노르망디 공작 겸 잉글랜드 국왕 겸 아일랜드 영주 1189년–99년 | 사자심왕 리처드 (노르망디의 리샤르 4세) (잉글랜드의 리처드 1세) 노르망디 공작 겸 잉글랜드 국왕 겸 아일랜드 영주 1189년–99년 | 사자심왕 리처드 (노르망디의 리샤르 4세) (잉글랜드의 리처드 1세) 노르망디 공작 겸 잉글랜드 국왕 겸 아일랜드 영주 1189년–99년 | 사자심왕 리처드 (노르망디의 리샤르 4세) (잉글랜드의 리처드 1세) 노르망디 공작 겸 잉글랜드 국왕 겸 아일랜드 영주 1189년–99년 |                          |                          | 실지왕 존 노르망디 공작 겸 잉글랜드 국왕 겸 아일랜드 영주 1199년–1216년                            | 실지왕 존 노르망디 공작 겸 잉글랜드 국왕 겸 아일랜드 영주 1199년–1216년      | 실지왕 존 노르망디 공작 겸 잉글랜드 국왕 겸 아일랜드 영주 1199년–1216년      | 실지왕 존 노르망디 공작 겸 잉글랜드 국왕 겸 아일랜드 영주 1199년–1216년      | 실지왕 존 노르망디 공작 겸 잉글랜드 국왕 겸 아일랜드 영주 1199년–1216년      | 실지왕 존 노르망디 공작 겸 잉글랜드 국왕 겸 아일랜드 영주 1199년–1216년      |                                               |                                               |                                               |                                               |        |        |        |        |                                                            |                                                            |                                                            |                                                            |                                                            |                                                            |                         |                         |                         |                         |                         |                         |
| 청년왕 헨리 노르망디 공작 1170년–83년     | 청년왕 헨리 노르망디 공작 1170년–83년     | 청년왕 헨리 노르망디 공작 1170년–83년     | 청년왕 헨리 노르망디 공작 1170년–83년     | 청년왕 헨리 노르망디 공작 1170년–83년                  | 청년왕 헨리 노르망디 공작 1170년–83년                 |                                                       |                                                       | 사자심왕 리처드 (노르망디의 리샤르 4세) (잉글랜드의 리처드 1세) 노르망디 공작 겸 잉글랜드 국왕 겸 아일랜드 영주 1189년–99년 | 사자심왕 리처드 (노르망디의 리샤르 4세) (잉글랜드의 리처드 1세) 노르망디 공작 겸 잉글랜드 국왕 겸 아일랜드 영주 1189년–99년 | 사자심왕 리처드 (노르망디의 리샤르 4세) (잉글랜드의 리처드 1세) 노르망디 공작 겸 잉글랜드 국왕 겸 아일랜드 영주 1189년–99년 | 사자심왕 리처드 (노르망디의 리샤르 4세) (잉글랜드의 리처드 1세) 노르망디 공작 겸 잉글랜드 국왕 겸 아일랜드 영주 1189년–99년 | 사자심왕 리처드 (노르망디의 리샤르 4세) (잉글랜드의 리처드 1세) 노르망디 공작 겸 잉글랜드 국왕 겸 아일랜드 영주 1189년–99년 | 사자심왕 리처드 (노르망디의 리샤르 4세) (잉글랜드의 리처드 1세) 노르망디 공작 겸 잉글랜드 국왕 겸 아일랜드 영주 1189년–99년 |                          |                          | 실지왕 존 노르망디 공작 겸 잉글랜드 국왕 겸 아일랜드 영주 1199년–1216년                            | 실지왕 존 노르망디 공작 겸 잉글랜드 국왕 겸 아일랜드 영주 1199년–1216년      | 실지왕 존 노르망디 공작 겸 잉글랜드 국왕 겸 아일랜드 영주 1199년–1216년      | 실지왕 존 노르망디 공작 겸 잉글랜드 국왕 겸 아일랜드 영주 1199년–1216년      | 실지왕 존 노르망디 공작 겸 잉글랜드 국왕 겸 아일랜드 영주 1199년–1216년      | 실지왕 존 노르망디 공작 겸 잉글랜드 국왕 겸 아일랜드 영주 1199년–1216년      |                                               |                                               |                                               |                                               |        |        |        |        |                                                            |                                                            |                                                            |                                                            |                                                            |                                                            |                         |                         |                         |                         |                         |                         |
|                                           |                                           |                                           |                                           |                                                        |                                                       |                                                       |                                                       | | | | | | |                          |                          | 헨리 3세 노르망디 공작 1216년–59년 (파리 조약으로 포기) 잉글랜드 국왕 겸 아일랜드 영주 1216년–72년 |                                                                              |                                                                              |                                                                              |                                                                              |                                                                              |                                               |                                               |                                               |                                               |        |        |        |        |                                                            |                                                            |                                                            |                                                            |                                                            |                                                            |                         |                         |                         |                         |                         |                         |